# 黄金の茶室

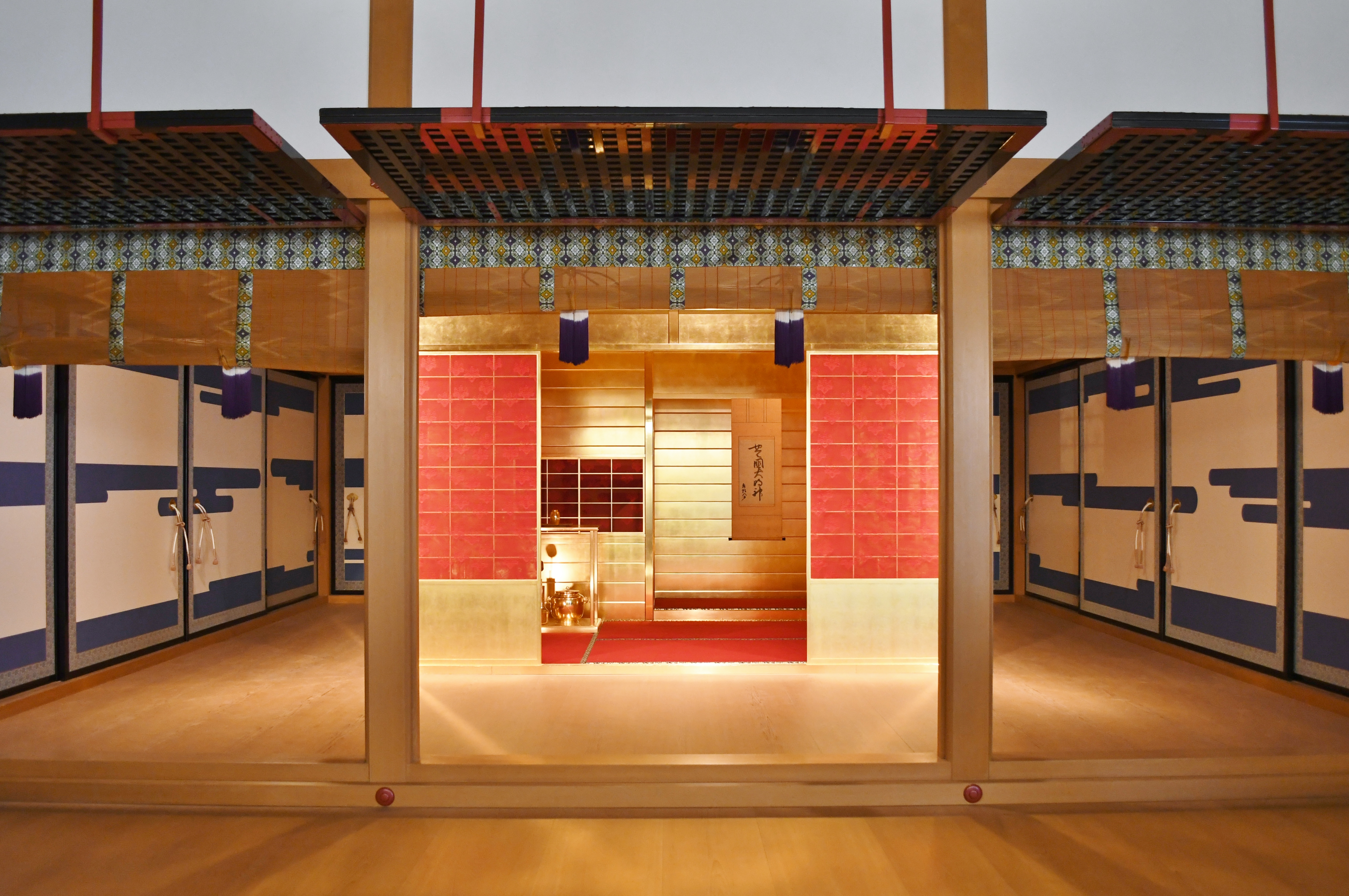
黄金の茶室（復元、MOA美術館）

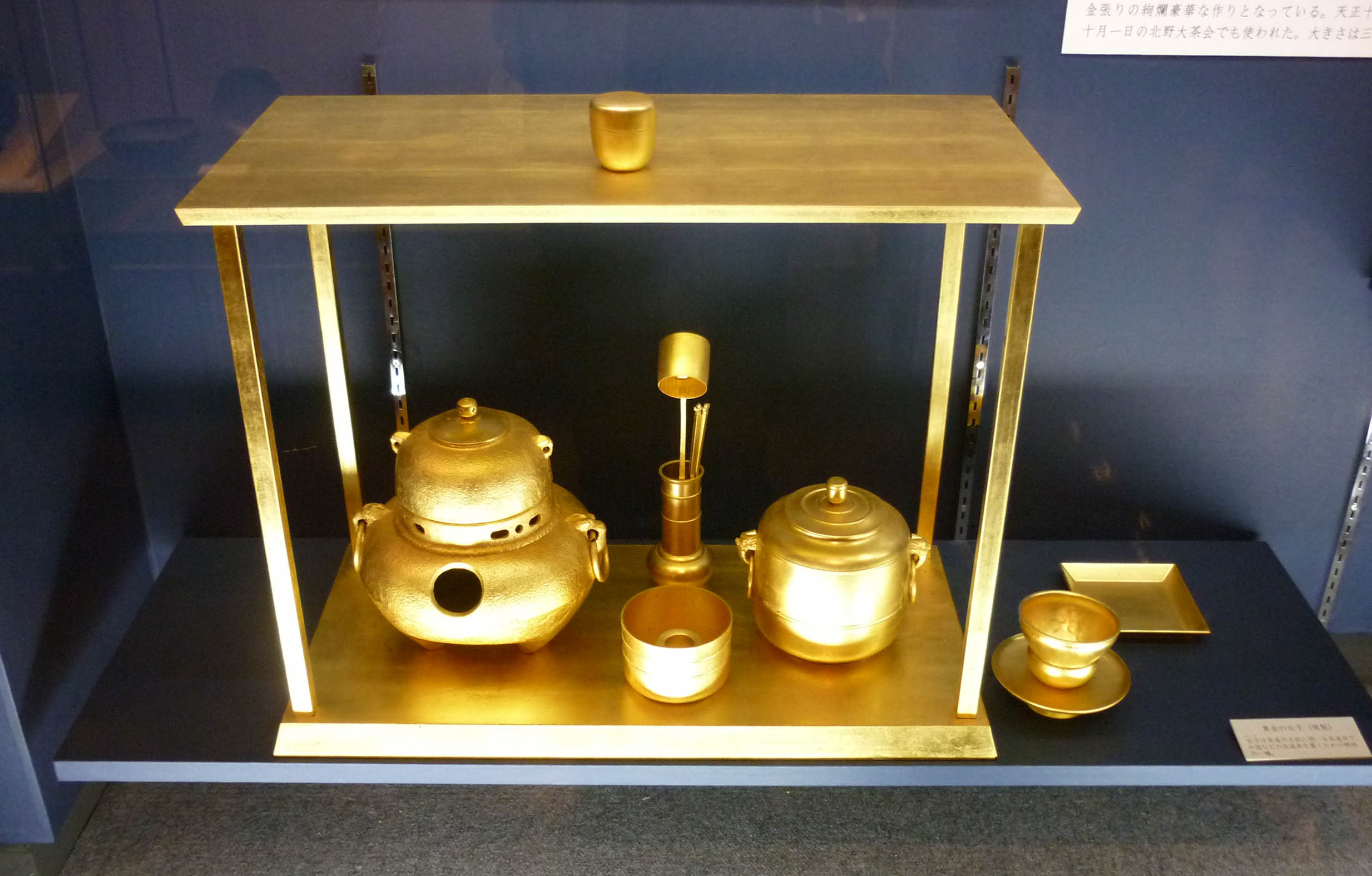
黄金の台子（複製、京都市埋蔵文化財研究所蔵）

黄金の茶室（おうごんのちゃしつ）は、安土桃山時代（織豊時代）の1585年（天正13年）に豊臣秀吉が造らせた、金箔張りの茶室である。広さ3畳（約180センチメートル×約270センチメートル）の組立て式だったとされるが、現存しない。

## 茶室の概要
黄金の茶室は容易に運搬可能な組み立て式の茶室であった。秀吉が関白に就任した翌年の天正14年（1586年）1月、年頭の参内で御所に運び込まれ、正親町天皇に披露された。北野大茶湯などでも披露され、文禄元年（1592年）には大坂城から名護屋城に運び込まれた。その後は大阪城に戻されたが、慶長20年（1615年）に大坂城が落城するとき焼失したといわれている。
図面は伝わっていないが、当時の記録から、壁・天井・柱・障子の腰をすべて金張にし、畳表は猩猩緋、縁(へり)は萌黄地金襴小紋、障子には赤の紋紗が張られていたとされる。また使用にあたっては黄金の台子・皆具が置かれたという。

### 評価
千利休が黄金の茶室の制作に関わったかどうか、明確な史料は見当たらない。従来、千利休のわび茶の精神とはまったく異質であり、秀吉の悪趣味が極まったものである、という見方がなされてきた。しかし、茶室の研究家である建築家堀口捨己は、豪奢、華やかさも利休の茶の一面であると論じたことがあり、MOA美術館で復元を担当した早川正夫も、千利休が制作に関与しなかったはずがないと述べている。
豪華絢爛な点、権力誇示に使用された点、組立て式である点など、あらゆる点において通常の茶室建築とは一線を画している。その評価には賛否両論あるものの、数ある茶室の中でも最も名の知られたものの一つと言える。

## 復元された黄金の茶室

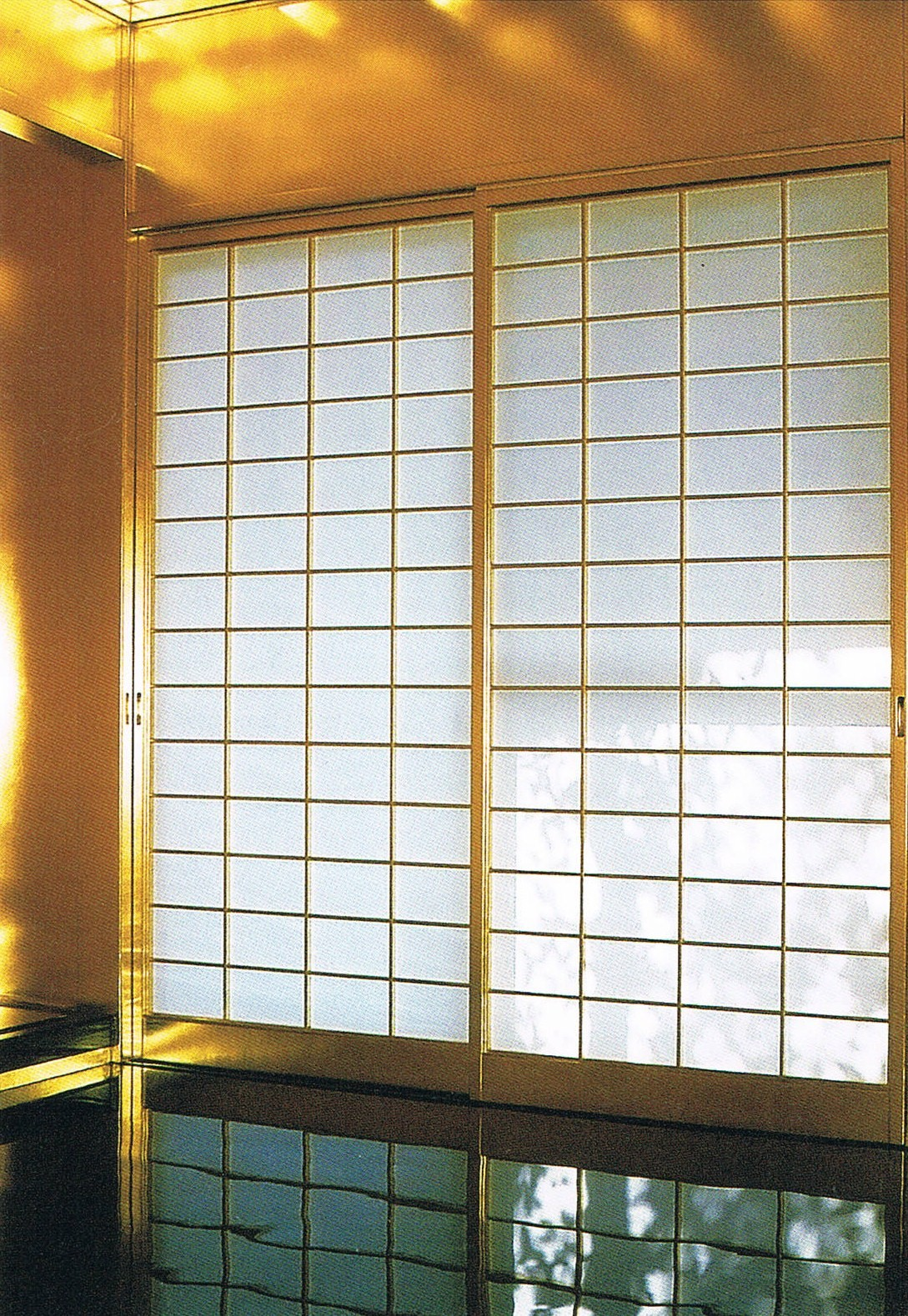
長福寺黄金の茶室

現存しない「黄金の茶室」は復元されて下記の各所に存在する。
- いしかわ生活工芸ミュージアム（石川県立伝統産業工芸館）
- MOA美術館（復元第一号、堀口捨己監修、早川正夫設計）
- 大阪城天守
- 箔座（石川県金沢市の金箔専門店）
- SGC信州 ゴールデンキャッスル（国立科学博物館復元協力）[2]
- JCI日本芸術協会主催・茶会事業（松竹制作、2006年7月22日-23日、パシフィコ横浜）[3][4]
- 伏見城
- 長福寺（富山県富山市）
- 佐賀県立名護屋城博物館[5]